# 近鐵八尾站
近鐵八尾站（日语：／ Kintetsu-Yao eki */?）是位於大阪府八尾市北本町，屬於近畿日本鐵道（近鐵）的大阪線車站。車站編號為「D11」。

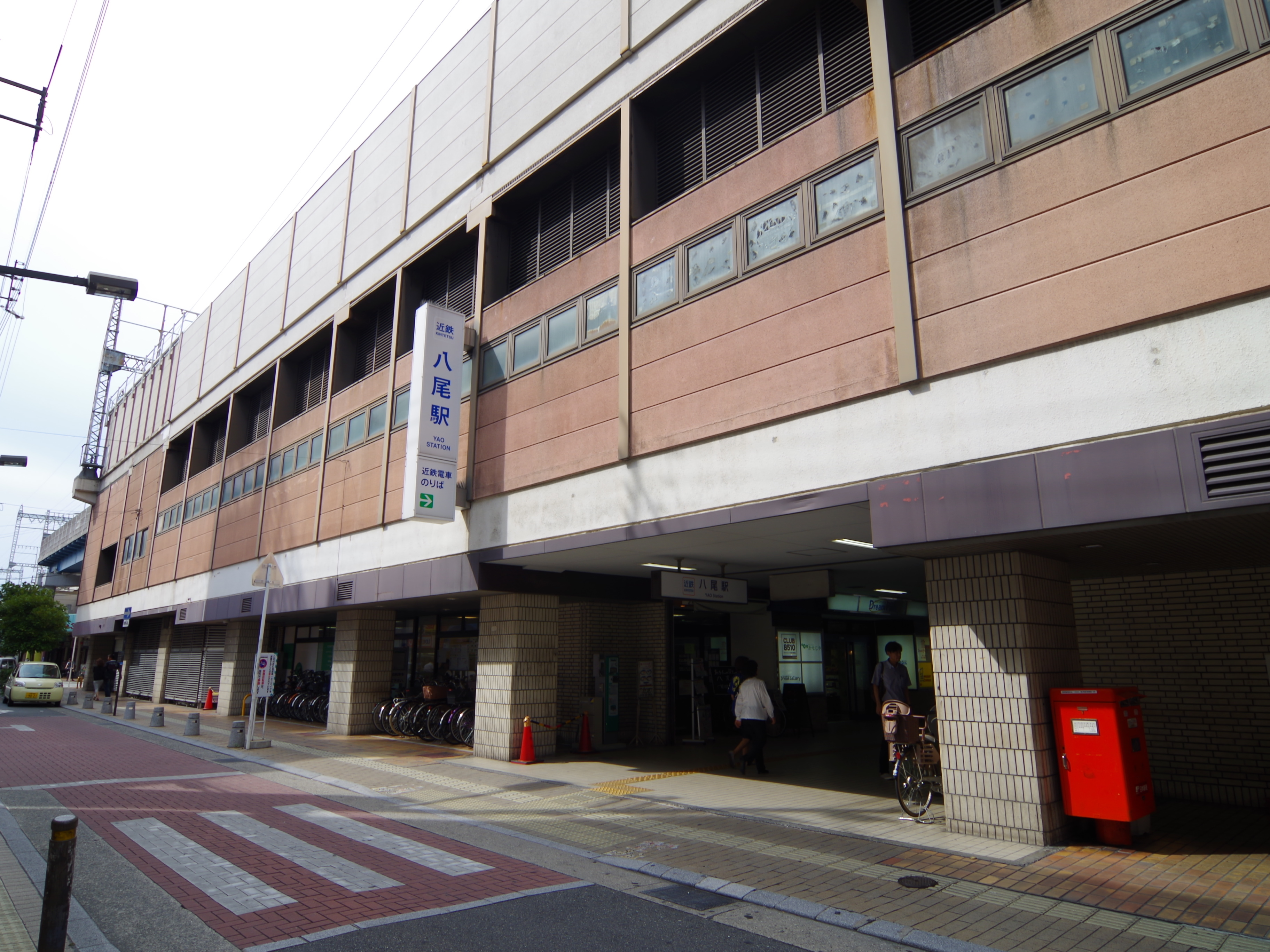
中央南口(2013年8月)

## 歷史
- 1924年（大正13年）10月31日 - 大阪電氣軌道八木線（現時為大阪線）足代（現時為布施）至此站之間開通，此站啟用，當時車站名稱為八尾站[1]。
- 1925年（大正14年）9月30日 - 八木線此站至恩智站之間開通[1]。
- 1928年（昭和3年）8月 - 車站改名為大軌八尾站[2]。
- 1941年（昭和16年）3月15日 - 大阪電氣軌道與参宮急行電鐵合併，關西急行鐵道成立[1]。車站改名為關急八尾站[3]。
- 1944年（昭和19年）6月1日 - 關西急行鐵道與南海鐵道（為南海電氣鐵道的前身）合併，成為近畿日本鐵道的車站[1]。車站改名為近畿日本八尾站[3]。
- 1970年（昭和45年）3月1日 - 車站改名為近鐵八尾站[3]。
- 1978年（昭和53年）12月17日 - 此站成為高架車站，向伊勢中川一方遷移0.3公里[2][4]。
- 1995年（平成7年）3月16日 - 月台延長，使可容納10卡車廂[5]。
- 2007年（平成19年）4月1日 - 車站可以使用PiTaPa[6]。
- 2020年（令和2年）2月22日 - 更新1號月台的列車進站、出發廣播。

## 車站構造
本站為高架車站，並設有2面2線的相對式月台。2樓為閘口層和車站大廳，3樓則為月台。站内只有兩處閘口（中央出口和西出口）。中央出口北邊設有巴士總站和連接LINOAS的行人天橋，透過LINOAS可連接Ario八尾購物中心。在近鐵八尾站1樓部分位置為購物中心和餐廳。此站為對應高安站以西的準急，因此月台可容納10卡車廂。

### 月台
| 月台 | 路線   | 上下行 | 方向                                                        |
| ---- | ------ | ------ | ----------------------------------------------------------- |
| 1    | 大阪線 | 下行   | 河內國分、名張方向 伊勢志摩方向 名古屋方向                  |
| 2    | 大阪線 | 上行   | 布施、大阪上本町方向 大阪難波、尼崎、神戶三宮、近鐵奈良方向 |

### 設備、營業上
- 此站設有站長，管理大阪線久寶寺口站至大阪教育大前站之間、信貴線和西信貴鋼索線各站。此站設有站長室與營業所[7]。
- 車站設有售票特急票和定期票的專用自動售票機，在黃昏部分時段設有售票櫃枱[7]。
- 在閘外設有由近鐵零售（日语：近鉄リテーリング）營運的有人商店（FamilyMart近鐵八尾站中央閘口外店）[7]。

### 停車列車
- 準急以下的一般列車停靠。從大阪出發的區間準急在此站至名張站之間各站停車[8]。
- 在日間時段中，區間準急毎小時設有3班，普通列車毎小時設有5班[8]。

## 使用狀況
在2018年11月13日，1日的上下車人次為37,867人。
以下為各年度1日平均乘車、上下車人次列表。
| 年度               | 特定日   | 特定日     | 特定日   | 1日平均 乘車人次 | 參考資料 |
| 年度               | 調査日   | 上下車人次 | 乘車人次 | 1日平均 乘車人次 | 參考資料 |
| ------------------ | -------- | ---------- | -------- | ---------------- | -------- |
| 1990年（平成02年） | 11月06日 | 42,086     | 21,200   | 25,097           | [ 11 ]   |
| 1991年（平成03年） | -        | -          | -        |                  |          |
| 1992年（平成04年） | 11月10日 | 41,035     | 20,523   | 24,356           | [ 12 ]   |
| 1993年（平成05年） | -        | -          | -        | 23,757           |          |
| 1994年（平成06年） | -        | -          | -        | 23,121           |          |
| 1995年（平成07年） | 12月05日 | 43,695     | 21,976   | 22,946           | [ 13 ]   |
| 1996年（平成08年） | -        | -          | -        | 22,660           |          |
| 1997年（平成09年） | -        | -          | -        | 21,873           |          |
| 1998年（平成10年） | 11月10日 | 38,395     | 19,264   | 21,031           | [ 14 ]   |
| 1999年（平成11年） | -        | -          | -        | 20,239           |          |
| 2000年（平成12年） | 11月07日 | 36,013     | 17,965   | 19,623           | [ 15 ]   |
| 2001年（平成13年） | -        | -          | -        | 18,960           |          |
| 2002年（平成14年） | -        | -          | -        | 18,229           |          |
| 2003年（平成15年） | 11月11日 | 34,033     | 17,021   | 17,747           | [ 16 ]   |
| 2004年（平成16年） | -        | -          | -        | 17,442           |          |
| 2005年（平成17年） | 11月08日 | 33,783     | 16,892   | 17,866           | [ 17 ]   |
| 2006年（平成18年） | -        | -          | -        | 18,901           |          |
| 2007年（平成19年） | -        | -          | -        | 19,091           |          |
| 2008年（平成20年） | 11月18日 | 34,116     | 17,106   | 18,527           | [ 18 ]   |
| 2009年（平成21年） | -        | -          | -        | 18,149           |          |
| 2010年（平成22年） | 11月09日 | 32,823     | 16,345   | 18,197           | [ 19 ]   |
| 2011年（平成23年） | -        | -          | -        | 18,149           |          |
| 2012年（平成24年） | 11月13日 | 34,353     | 17,089   | 18,909           | [ 20 ]   |
| 2013年（平成25年） | -        | -          | -        | 19,082           |          |
| 2014年（平成26年） | -        | -          | -        | 18,689           |          |
| 2015年（平成27年） | 11月10日 | 35,762     | 17,871   | 19,041           | [ 21 ]   |
| 2016年（平成28年） | -        | -          | -        | 19,292           |          |
| 2017年（平成29年） | -        | -          | -        | 19,174           |          |
| 2018年（平成30年） | 11月13日 | 37,867     | 18,818   |                  | [ 22 ]   |

## 其他
- 在毎年8月最後一個星期六及日，於此站前會舉行「八尾河內音頭（日语：河内音頭）祭」，在2012年度改在9月第一個星期日，並改在久寶寺綠地（日语：久宝寺緑地）舉行。

## 車站周邊

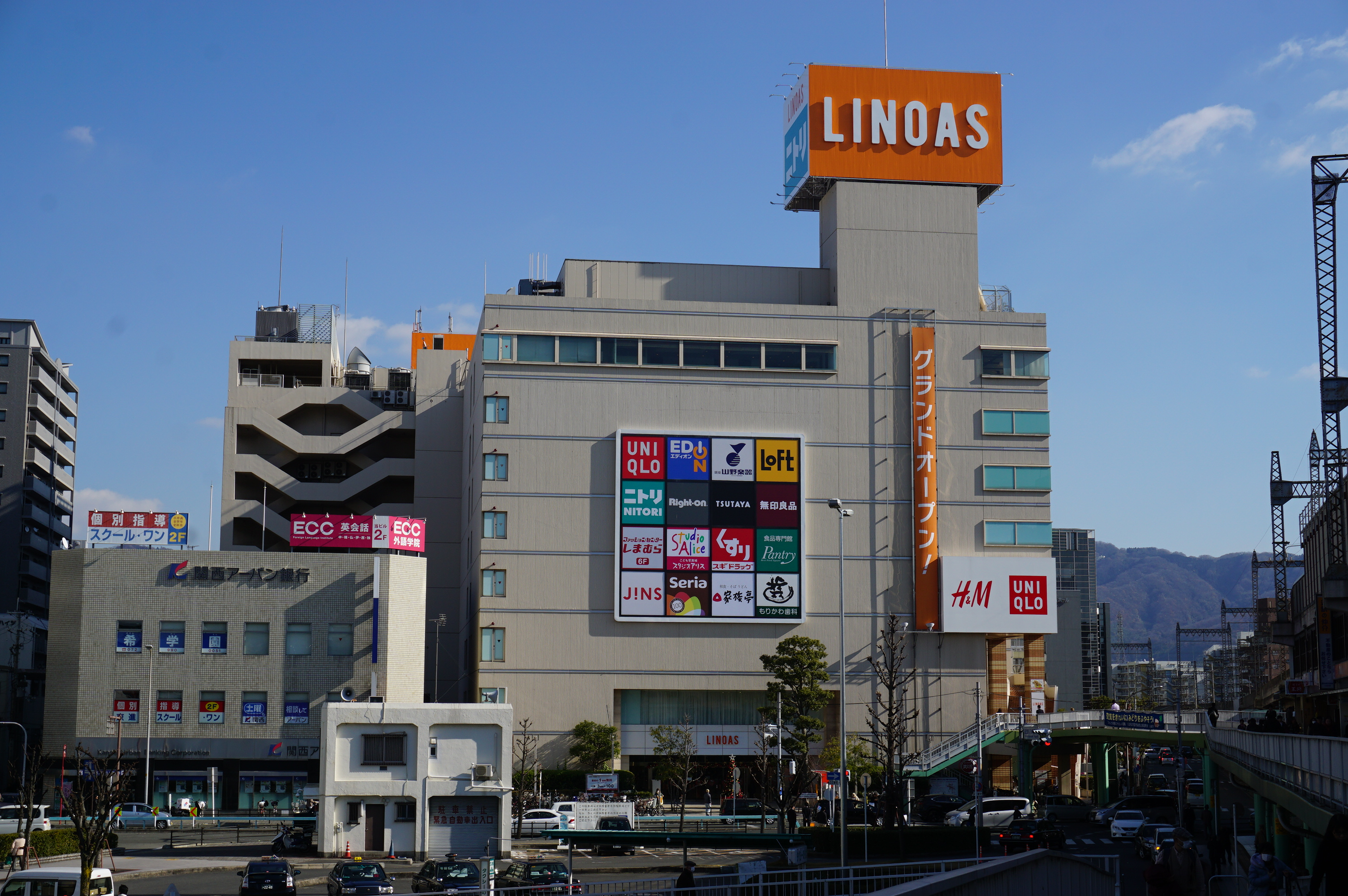
八尾西武遺址，現時為LINOAS

公共設施
- 八尾市政廳（日语：八尾市役所）
- 八尾市立八尾圖書館（日语：八尾市立八尾図書館）
- 大阪府八尾警署（日语：八尾警察署）
- 八尾市文化會館（日语：八尾市文化会館）
- 大阪府中河內府民中心（日语：大阪府中河内府民センター）
- 八尾郵局（日语：八尾郵便局）

宗教場所
- 慈願寺（日语：慈願寺 (八尾市)）
- 常光寺（日语：常光寺 (八尾市)）
- 真宗大谷派八尾別院大信寺（日语：真宗大谷派八尾別院大信寺）
- 八尾神社（日语：八尾神社）

商業設施
- 車站周邊設有不同商店街
  - Pent Mall（高架橋下的商店街：1番街、2番街、3番街、Pent Plaza、5番街）
  - Harves（日语：近商ストア） 近鐵八尾店（高架橋下）
  - 近鐵八尾北商店街
  - 新榮商店街
  - Family Road
  - 北本町中央通商店街
  - 八尾表通商店街
- LINOAS（日语：LINOAS）
- Ario八尾（日语：アリオ八尾）
  - 伊藤洋華堂 Ario八尾店
  - FM八尾（日语：やおコミュニティ放送）
- LIFE八尾店
- 萬代（日语：万代 (チェーンストア)） 八尾店
- AEON 八尾御坊前店
- 關西超級市場（日语：関西スーパー） 旭丘店
- KONOMIYA（日语：コノミヤ） 近鐵八尾站前店
- UNIQLO 八尾青山店
- Kohnan 八尾楠根店・南植松店、外環八尾店、Rix店
- 八尾木材工藝（日语：八尾木材工芸）
- 健身俱樂部 cospa 八尾

教育機構
- 八尾市立八尾幼稚園
- 八尾市立八尾小學（日语：八尾市立八尾小学校）
- 八尾市立用和小學（日语：八尾市立用和小学校）
- 八尾市立八尾中學（日语：八尾市立八尾中学校）
- 八尾市立成法中學（日语：八尾市立成法中学校）
- 大阪府立八尾高等學校（日语：大阪府立八尾高等学校）
- 大阪經濟法科大學 八尾站前校園

金融機構
- JA大阪中河內 八尾站前分店
- 三菱日聯銀行 八尾站前分店、八尾分店
- 三井住友銀行 八尾分店
- 三井住友信託銀行 八尾分店
- 瑞穗銀行 八尾分店
- 里索那銀行 八尾分店
- 關西未來銀行（日语：関西みらい銀行） 八尾分店
- 南都銀行（日语：南都銀行） 八尾分店
- 京都銀行 八尾分店
- 大阪城市信用金庫（日语：大阪シティ信用金庫） 八尾營業部、八尾北分店

醫療機構
- 八尾德洲會綜合醫院（日语：八尾徳洲会総合病院）
- 八尾市立醫院（日语：八尾市立病院）
- 東朋八尾醫院

## 巴士路線
近鐵巴士
- 1號乘車處　八尾、京都特急線（日语：近鉄バス八尾営業所#八尾・京都特急線） 京都方向
  - 高速巴士 前往京都站八條口（在2016年6月1日起只於星期六、日及假日運行）
- 3號乘車處　高砂線（日语：近鉄バス八尾営業所#高砂線） 經綠丘
  - 94・95號　前往高砂住宅（94號經Ario八尾）
- 4號乘車處　八尾線（日语：近鉄バス八尾営業所#八尾線） 經八尾郵局（日语：八尾郵便局）、JR八尾站前、八尾南站前
  - 70番　前往藤井寺站
  - 73番　前往八尾南站前（晚上只有1班）
- 5號乘車處　暫停使用
- 6號乘車處　萱島線（日语：近鉄バス稲田営業所）　經萱振、若江岩田
  - 39、44號　前往萱島（經荒本站前、JR住道）
  - 36、43號　前往JR住道（經荒本站前）
43、44號經Ario八尾
  - 38號　前往荒本站前
- 2號乘車處在1號和3號乘車處之間，現時已經停用。
- 此站曾經設有巴士路線前往山本站前（2、3號乘車處）、阿部野橋和布施站前（5號乘車處）、門真團地（6號乘車處）。
- 此站曾經設有愛愛巴士（日语：愛あいバス）（八尾市社區巴士，5號乘車處）。
- 在Ario八尾、八尾站筋巴士站曾經設有07號巴士線前往JR久寶寺站。
- 大阪市營巴士曾經設有巴士路線前往此站，前往阿部野橋、地下鐵動物園前方向，以及前往JR平野站（7號乘車處）。但是在2014年3月31日撤退，同年5月31日，前往志紀車廠前（日语：近鉄バス八尾営業所）的近鐵巴士26號巴士路線，巴士站由1號乘車處遷至7號乘車處[23]，在2017年3月尾該路線暫停服務。

大阪巴士
- 7號乘車處
  - 布施八尾線（日语：大阪バス#布施八尾線）：前往布施站（經大蓮本通商店街、JR長瀨站）
在2016年7月29日開始運行。
  - 八尾志紀線（日语：大阪バス#八尾志紀線）：前往志紀站東出口（經八尾Prism Hall、曙川社區中心前、Across Plaza北出口）
在2019年9月23日開始運行[24]。

以上2路線曾經由近鐵巴士營運。
- - 前往大阪國際機場（利木津巴士）
在2018年4月18日開始運行[26]。

## 相鄰車站
近畿日本鐵道
 大阪線
■快速急行、■急行
通過
■準急、■區間準急（區間準急在河内山本方向起各站停車）
布施（D06）－近鐵八尾（D11）－河內山本（D12）
- 在近畿大學入學試當日，部分區間準急列車在臨時停靠長瀨站（D08）

■普通
久寶寺口（D10）－近鐵八尾（D11）－河內山本（D12）

## 注腳
1. 1 2 3 4  曾根悟（監修）. . 朝日百科週刊. 2號 近畿日本鐵道 1. 朝日新聞出版. 2010-08-22: 18–23. ISBN 978-4-02-340132-7.
2. 1 2  近畿日本鐵道株式會社. . 近畿日本鐵道. 2010-12: 678. NDL 21906373.
3. 1 2 3  今尾惠介（監修）.  8 關西1. 新潮社. 2008: 23. ISBN 978-4-10-790026-5.
4. ↑  近畿日本鐵道株式會社. . 近畿日本鉄道. 2010-12: 378・870頁. NDL 21906373.
5. ↑  . 交通新聞 (交通新聞社). 1995-02-15: 3.
6. ↑   (pdf) (新闻稿). 近畿日本鐵道. 2007-01-30  [2016-03-09]. （原始内容存档 (PDF)于2016-08-07）.
7. 1 2 3  近鐵時間表2018年3月17日時間表修正號，p.70 - p.87
8. 1 2  近鐵時間表2018年3月17日時間表修正號，p.124 - p.147・p.284 - p.306
9. ↑  駅別乗降人員 大阪線 （页面存档备份，存于） - 近畿日本鐵道
10. ↑  八尾市統計書
11. ↑  大阪府統計年鑑（平成3年）PDF
12. ↑  大阪府統計年鑑（平成5年）PDF
13. ↑  大阪府統計年鑑（平成8年）PDF
14. ↑  大阪府統計年鑑（平成11年）PDF
15. ↑  大阪府統計年鑑（平成13年）PDF
16. ↑  大阪府統計年鑑（平成16年）PDF
17. ↑  大阪府統計年鑑（平成18年）PDF
18. ↑  大阪府統計年鑑（平成21年）PDF
19. ↑  大阪府統計年鑑（平成23年）PDF
20. ↑  大阪府統計年鑑（平成25年）PDF
21. ↑  大阪府統計年鑑（平成28年）PDF
22. ↑  大阪府統計年鑑（令和元年）PDF
23. ↑  【５月３１日】近鉄八尾駅前 志紀車庫前行きのりば変更について （页面存档备份，存于） - 近鐵巴士 2014年5月23日
24. ↑  . 大阪巴士.   [2020-01-01]. （原始内容存档于2020-10-08）.
25. ↑  布施八尾線是原自大蓮線，八尾志紀線是原自恩智線、志紀線和八尾市愛愛巴士
26. ↑  PDF（大阪巴士 2018年4月12日）

## 外部連結
- 近鐵八尾 - 近畿日本鐵道